# Zygmunt Wiśniewski (kolarz)
Zygmunt Wiśniewski (ur. 11 maja 1916 w Warszawie, zm. 12 grudnia 1992 tamże) – polski kolarz szosowy startujący w wyścigach w latach 30. i 40. XX w.
Należał do pokolenia sportowców, którym najlepsze lata zabrała II wojna światowa. Wystąpił na mistrzostwach świata w 1938 w Valkenburgu, gdzie zajął 14. miejsce w wyścigu amatorów ze startu wspólnego. Zdobył srebrny medal w mistrzostwach Polski w 1938 w wyścigu drużynowym.
Zajął 8. miejsce w Wyścigu Dookoła Polski w 1937, a w 1939 wygrał 1. etap i był drugi na 2. etapie (był liderem wyścigu po dwóch etapach), lecz wyścigu nie ukończył. Zwyciężył w Wyścigu do Morza Polskiego w 1937 i 1939. Zajął 2. miejsce w Wyścigu Dookoła Śląska w 1939.

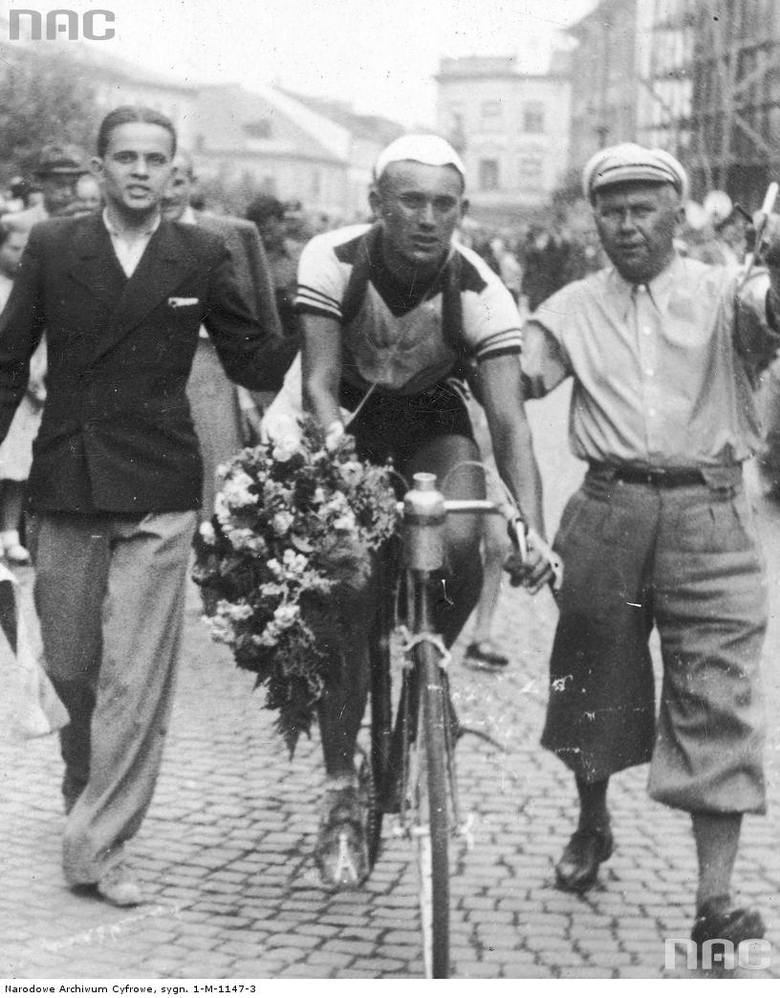
Wiśniewski po wygraniu I etapu (Warszawa–Lublin) wyścigu Dookoła Polski (Lublin, 1939)

Po wojnie został pierwszym mistrzem Polski w szosowym wyścigu indywidualnym, rozegranym 9 września 1945 w Warszawie. Był również mistrzem w wyścigu drużynowym w 1946 i wicemistrzem w 1947. Zdobył także brązowy medal w sprincie na torze w 1946.
Wstąpił w Wyścigu Pokoju w 1948 na trasie Praga – Warszawa, lecz go nie ukończył.
Startował w zespołach RKS Ursus (1937–1938), Polonii Warszawa (1939), Biura Odbudowy Stolicy (1945) i Sarmaty Warszawa 1946.
Jest pochowany wraz z żoną na cmentarzu Powązkowskim w Warszawie (kwatera 155-2-14).
 